# Östra Kärrstorps landskommun
Östra Kärrstorps landskommun var en tidigare kommun i dåvarande Malmöhus län.

## Administrativ historik
Kommunen bildades i Kärrstorps socken i Färs härad i Skåne när 1862 års kommunalförordningar trädde i kraft. Namnet var före 17 april 1885 Kärrstorps landskommun.
Vid kommunreformen 1952 uppgick kommunen i Bjärsjölagårds landskommun som upplöstes 1974 då denna del uppgick i Sjöbo kommun.

## Politik

### Mandatfördelning i Östra Kärrstorps landskommun 1938-1946
| 6 | 4 | 3 | 2 |

| 14 |

| 6 | 3 | 4 | 2 |

| 14 |

| 6 | 5 | 3 | 1 |

| 14 |